# Socó-jararaca
O socó-jararaca (Tigrisoma fasciatum), também conhecido como socó-boi-escuro, é uma espécie de ave Pelecaniformes da família Ardeidae.
Pode ser encontrado nos seguintes países: Argentina, Bolívia, Brasil, Colômbia, Costa Rica, Equador, México, Nicarágua, Panamá, Peru e Venezuela.
Os seus habitats naturais são rios encachoeirados.

## Subespécies
São reconhecidas três subespécies:
- Tigrisoma fasciatum fasciatum (Such, 1825) - ocorre do sudeste do Brasil até o nordeste da Argentina;
- Tigrisoma fasciatum pallescens (Olrog, 1950 ) - ocorre no noroeste da Argentina;
- Tigrisoma fasciatum salmoni (P. L. Sclater & Salvin, 1875) - ocorre da Costa Rica até a Venezuela e o norte da Bolívia.